# Erik Karlsson (politiker)

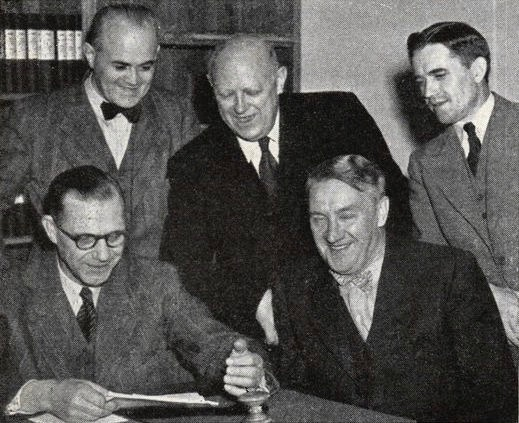
Den kommunistiska riksdagsgruppens förtroenderåd 1948. Från vänster: Sven Linderot, Gösta Kempe, Knut Senander, Hilding Hagberg och Erik Karlsson.

Erik Karlsson, född 17 april 1909 i Asarum, död 31 oktober 1970 i Huddinge församling, var en svensk redaktör och riksdagspolitiker (kommunist).
Karlsson var ledamot av riksdagens andra kammare 1945–1952, 1957–1958 samt 1965–1968, invald i Stockholms läns valkrets.